# Аять
Ая́ть (рос. Аять) — селище у складі Нев'янського міського округу Свердловської області.
Населення — 904 особи (2010, 875 у 2002).
До 12 жовтня 2004 року селище мало статус селища міського типу.